# 妙顕寺 (台東区)

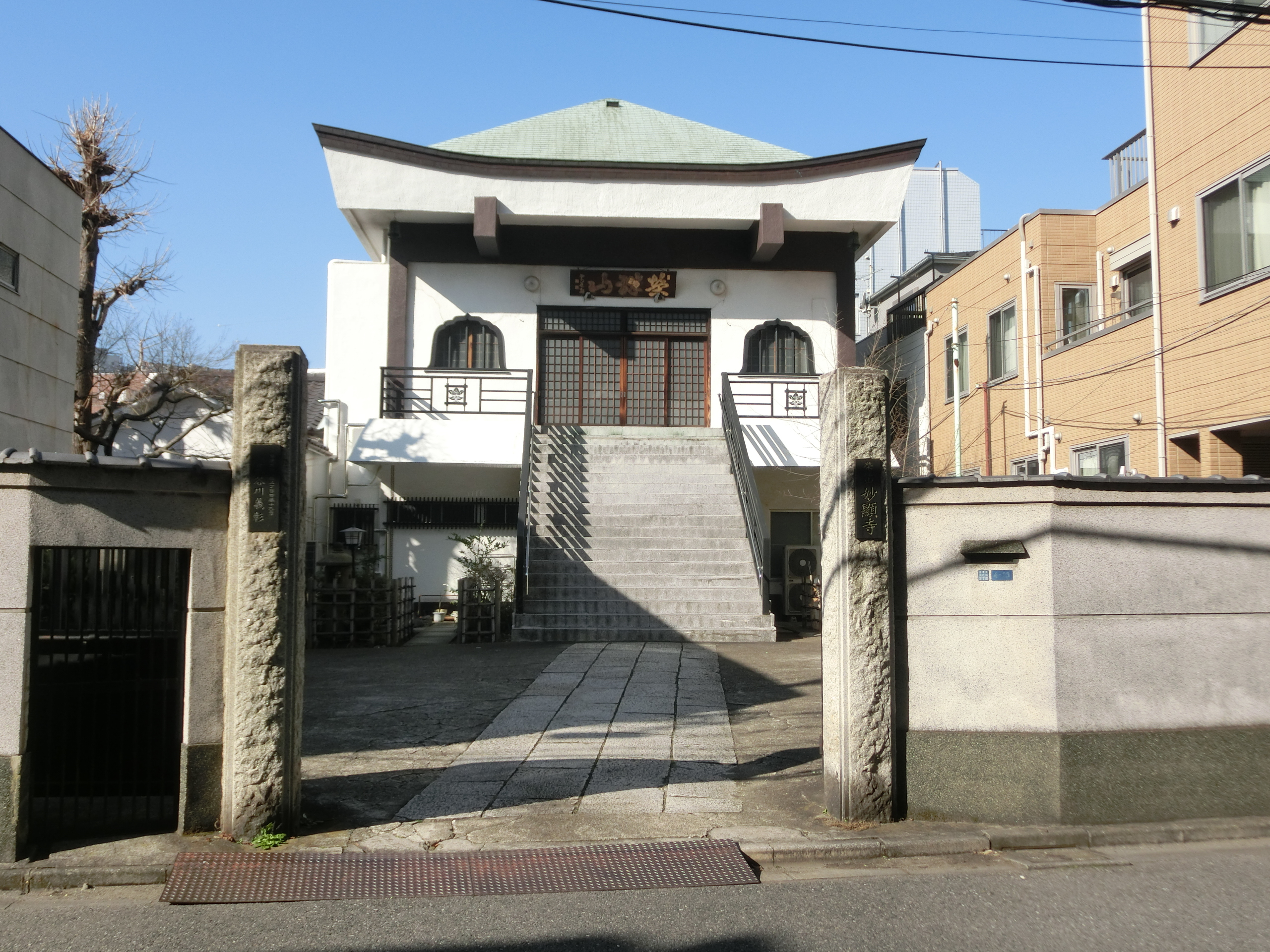
妙顕寺

妙顕寺（みょうけんじ）は、東京都台東区池之端にある日蓮宗の寺院。山号は栄殊山。旧本山は京都妙満寺、什師法縁。

## 歴史
日什を開山に日調（正保元年（1644年）没）の開基で創建。観妙院日身（延享元年（1744年）没）が衰退していたのを中興した。

## 境内
- 鳥居清信の墓 - 法成寺（豊島区駒込）から移されたもの。墓石には妻と両親の戒名も刻まれている。

## 周辺寺院
- 宗賢寺
- 覚性寺
- 大正寺

## 交通アクセス
- 千代田線根津駅より徒歩約4分（経路案内）。

## 参考資料
- 日蓮宗寺院大鑑編集委員会『宗祖第七百遠忌記念出版 日蓮宗寺院大鑑』大本山池上本門寺 (1981年)
- 御府内寺社備考